# 施莱恩山
46°30′54″N 11°34′32″E / 46.51500°N 11.57556°E

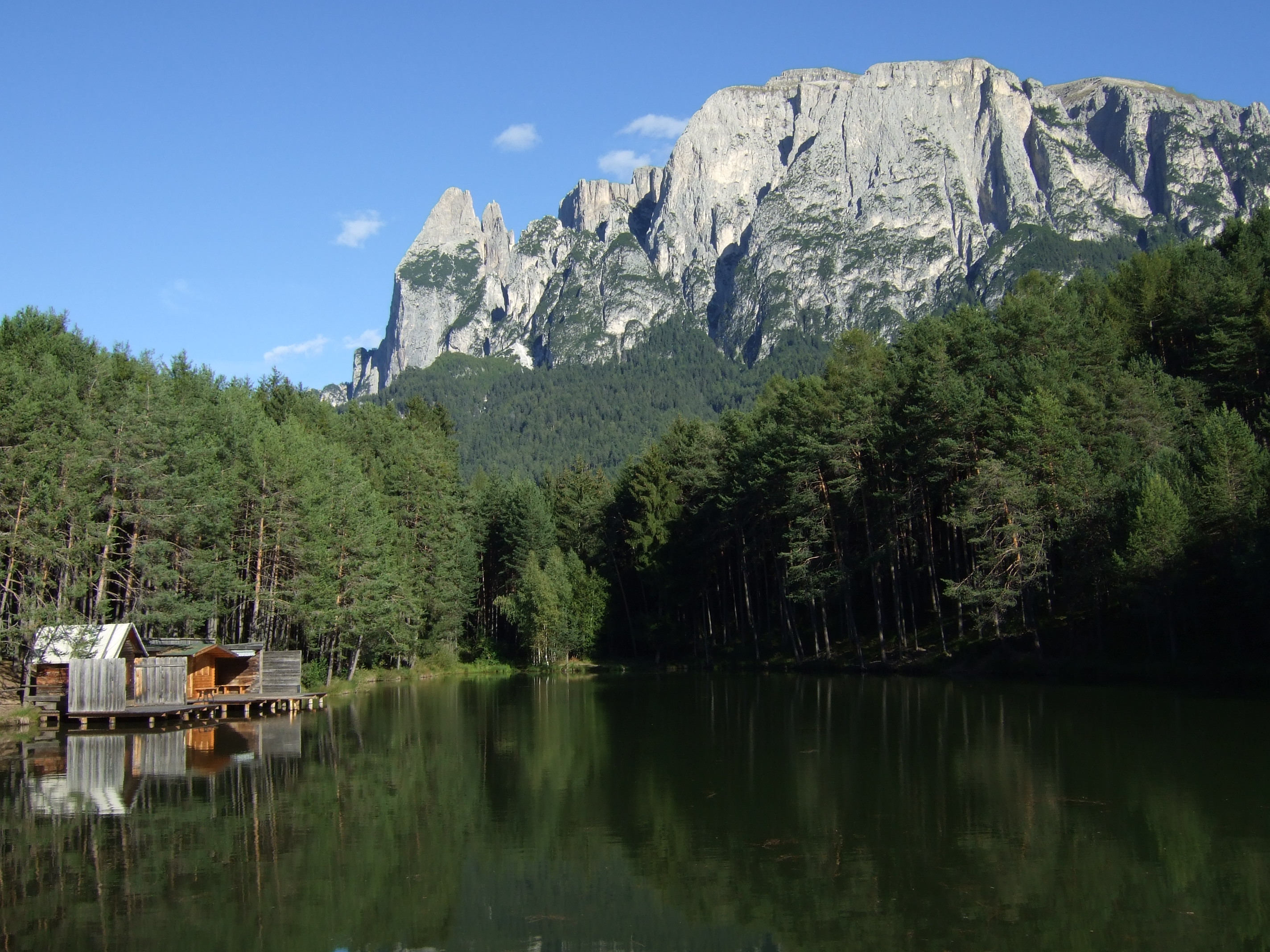

施莱恩山（德語：Schlern，德語發音：[ʃlɛrn]），意大利语称希利亚尔山（義大利語：Sciliar，[ʃiˈljar]），是意大利的山峰，位於該國北部，由博尔扎诺-上阿迪杰自治省負責管轄，屬於多洛米蒂山脈的一部分，海拔高度2,563米，人類在1880年7月首次登上該山峰。